# Forêt ancienne de la Rivière-Bostonnais
La forêt ancienne de la Rivière-Bostonnais est un écosystème forestier exceptionnel du Québec située à La Tuque. Cette aire protégée de 141 ha protège une bétulaie jaune à sapin dont certains arbres ont plus de 300 ans.

## Géographie
La forêt ancienne de la Rivière-Bostonnais est située à 55 km au nord-est de La Tuque et une dizaine de kilomètres en aval du Grand lac Bostonnais. La forêt est située sur des collines d'amplitude moyenne avec des versants en pente faible surplombant la rivière Bostonnais dans la zec Kiskissink. Elle a une superficie de 141,16 ha et elle est située entre le lac Lucette au nord et la rivière Bostonnais au sud,. Le sol est principalement recouvert de till d'épaisseur variable.

## Flore
La forêt ancienne de la Rivière-Bostonnais abrite une bétulaie jaune à sapin de plus de 300 ans. Cette dernière n'a pas été affectée par des perturbations naturelles et anthropiques de grande ampleur, comme les coupes forestières, les chablis ou les incendies de forêt. Les arbres ayant plus de 60 cm de diamètre y abondent et plusieurs individus ont des diamètres de 80 à 90 cm. Un des arbres est âgé de 330 ans. 
La forêt est nettement dominée au niveau de sa strate arbustive par le bouleau jaune. La forêt est ouverte par endroits par des chablis de petites tailles et des épidémies d'insectes légères. On y rencontre plusieurs chicots et de débris ligneux de taille comparable aux plus grands arbres. La state arbustive est occupée par l'érable à épis, le noisetier à long bec et viorne bois-d'orignal. Parmi les espèces présentes dans le sous-bois, on rencontre la dryoptère spinuleuse, le lycopode brillant, l'oxalide de montagne et diverses Poacées.